# Lugo-di-Nazza
Lugo-di-Nazza est une commune française située dans la circonscription départementale de la Haute-Corse et le territoire de la collectivité de Corse. Elle appartient à l'ancienne piève de Castello.

## Géographie
Lugu-di-Nazza se situe dans le département de la Haute-Corse (2B), arrondissement de Ghisoni.

## Urbanisme

### Typologie
Au 1er janvier 2024, Lugo-di-Nazza est catégorisée commune rurale à habitat très dispersé, selon la nouvelle grille communale de densité à sept niveaux définie par l'Insee en 2022.
Elle est située hors unité urbaine et hors attraction des villes,.

### Occupation des sols
L'occupation des sols de la commune, telle qu'elle ressort de la base de données européenne d’occupation biophysique des sols Corine Land Cover (CLC), est marquée par l'importance des forêts et milieux semi-naturels (88,8 % en 2018), une proportion identique à celle de 1990 (89,3 %). La répartition détaillée en 2018 est la suivante : 
forêts (49,4 %), milieux à végétation arbustive et/ou herbacée (35,9 %), zones agricoles hétérogènes (6 %), espaces ouverts, sans ou avec peu de végétation (3,5 %), cultures permanentes (2,2 %), prairies (1,9 %), zones industrielles ou commerciales et réseaux de communication (0,8 %), eaux continentales (0,2 %). L'évolution de l’occupation des sols de la commune et de ses infrastructures peut être observée sur les différentes représentations cartographiques du territoire : la carte de Cassini (XVIIIe siècle), la carte d'état-major (1820-1866) et les cartes ou photos aériennes de l'IGN pour la période actuelle (1950 à aujourd'hui).

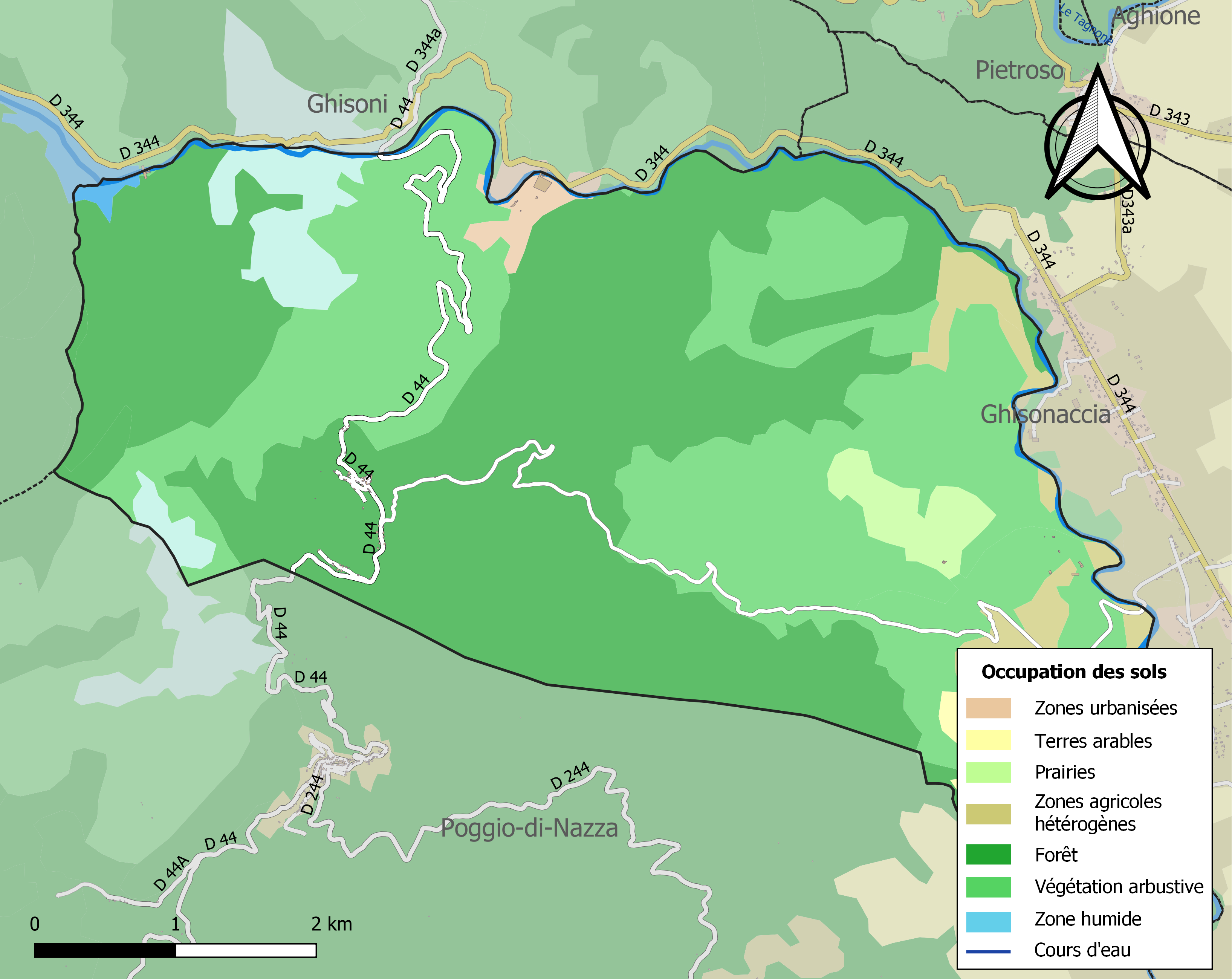
Carte des infrastructures et de l'occupation des sols de la commune en 2018 (CLC).

## Histoire
En août 1984, un concert d'un groupe encore peu connu, I Muvrini, doit se dérouler dans le village. Associé au vent du nationalisme corse, le groupe se voit interdire leur représentation quelques jours auparavant, au prétexte d'un possible trouble de l'ordre public. Les autorités font bloquer par des CRS la route d'accès au village le jour du concert. Le public, cependant, parvient en marchant à se rassembler et les autorités doivent lâcher prise. C'est l'un des événements qui a contribué à lancer la carrière du groupe I Muvrini.

## Politique et administration
| Période                                  | Période          | Identité                   | Étiquette | Qualité                  |
| ---------------------------------------- | ---------------- | -------------------------- | --------- | ------------------------ |
| 1846                                     | ?                | Casabianca                 |           |                          |
| 1847                                     | 1859             | Patrice Grisostomi         |           | Cultivateur 32 ans       |
| 1866                                     | ?                | Clément Morazzani          |           |                          |
|                                          | 14 janvier 1881  | Dominique Marie Benedetti  |           |                          |
| 1881                                     | 30 janvier 1881  | Napoléon Paolini           |           | Adjoint faisant fonction |
| juillet 1881                             | ?                | André Casabianca           |           |                          |
| 1883                                     | ?                | François Filidori          |           |                          |
| 1887                                     | février 1888     | Dominique Mathieu Filidori |           | Docteur en médecine      |
| 19 mars 1888                             | 1888             | Pierre-François Mosca      |           | Adjoint faisant fonction |
| août 1888                                | 1888             | Dominique Mathieu Filidori |           | Docteur en médecine      |
| 12 décembre 1888                         | 31 décembre 1888 | Napoléon Paolini           |           | Adjoint faisant fonction |
| 10 janvier 1889                          | 10 janvier 1889  | Ange-Baptiste Casabianca   |           | Adjoint faisant fonction |
| 16 mars 1889                             | 1889             | Ours-Joseph Romani         |           |                          |
| 29 mars 1889                             | 1890             | Napoléon Paolini           |           | Adjoint faisant fonction |
| 1900                                     | ?                | Tancrède Casabianca        |           |                          |
| 1926                                     | ?                | Griffi                     |           |                          |
| 1931                                     | ?                | Pierre-Xavier Bariani      |           | Retraité 38 ans          |
| avant 1988                               | ?                | Jean-Toussaint Ottavi      |           |                          |
|                                          | mars 2008        | Bernard Benedetti          | .         | .                        |
| mars 2008                                | En cours         | François Benedetti         | REG       | Médecin                  |
| Les données manquantes sont à compléter. |                  |                            |           |                          |

## Démographie
L'évolution du nombre d'habitants est connue à travers les recensements de la population effectués dans la commune depuis 1800. Pour les communes de moins de 10 000 habitants, une enquête de recensement portant sur toute la population est réalisée tous les cinq ans, les populations de référence des années intermédiaires étant quant à elles estimées par interpolation ou extrapolation. Pour la commune, le premier recensement exhaustif entrant dans le cadre du nouveau dispositif a été réalisé en 2005.

En 2022, la commune comptait 85 habitants, en évolution de +8,97 % par rapport à 2016 (Haute-Corse : +5,15 %, France hors Mayotte : +2,11 %).
| 1800 | 1806 | 1821 | 1831 | 1836 | 1841 | 1846 | 1851 | 1856 |
| ---- | ---- | ---- | ---- | ---- | ---- | ---- | ---- | ---- |
| 420  | 475  | 376  | 464  | 472  | 472  | 374  | 488  | 457  |

| 1861 | 1866 | 1872 | 1876 | 1881 | 1886 | 1891 | 1896 | 1901 |
| ---- | ---- | ---- | ---- | ---- | ---- | ---- | ---- | ---- |
| 470  | 450  | 531  | 506  | 552  | 535  | 512  | 503  | 549  |

| 1906 | 1911 | 1921 | 1926 | 1931 | 1936 | 1946 | 1954 | 1962 |
| ---- | ---- | ---- | ---- | ---- | ---- | ---- | ---- | ---- |
| 504  | 452  | 508  | 506  | 512  | 504  | 151  | 123  | 116  |

| 1968 | 1975 | 1982 | 1990 | 1999 | 2005 | 2006 | 2010 | 2015 |
| ---- | ---- | ---- | ---- | ---- | ---- | ---- | ---- | ---- |
| 105  | 90   | 100  | 105  | 103  | 119  | 116  | 108  | 78   |

| 2020 | 2022 | - | - | - | - | - | - | - |
| ---- | ---- | - | - | - | - | - | - | - |
| 84   | 85   | - | - | - | - | - | - | - |

## Lieux et monuments
L'église paroissiale San Quilicu qui trône fièrement au cœur du village date de la fin du XVIe siècle. Son clocher, certes remanié à la fin du XXe siècle pour la partie haute, est l'un des plus beaux de la région. La porte monumentale polychrome de l'église a nécessité près de 500 heures de travail pour sa rénovation.
L'ancien presbytère du XVIIe siècle a été reconverti en école jusqu'en 1965, et constitue aujourd'hui la casa cumunu du village.

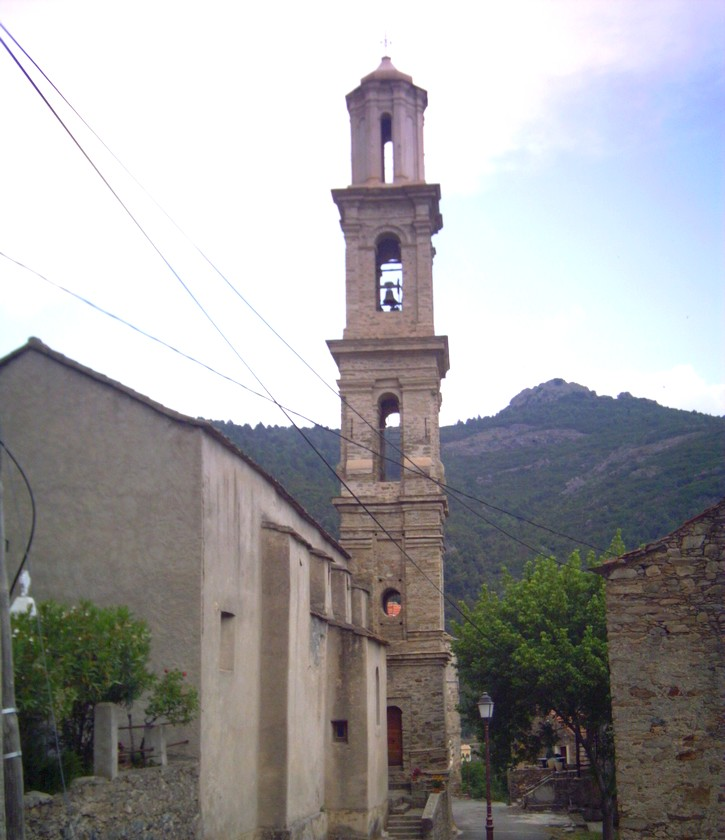
Le clocher.
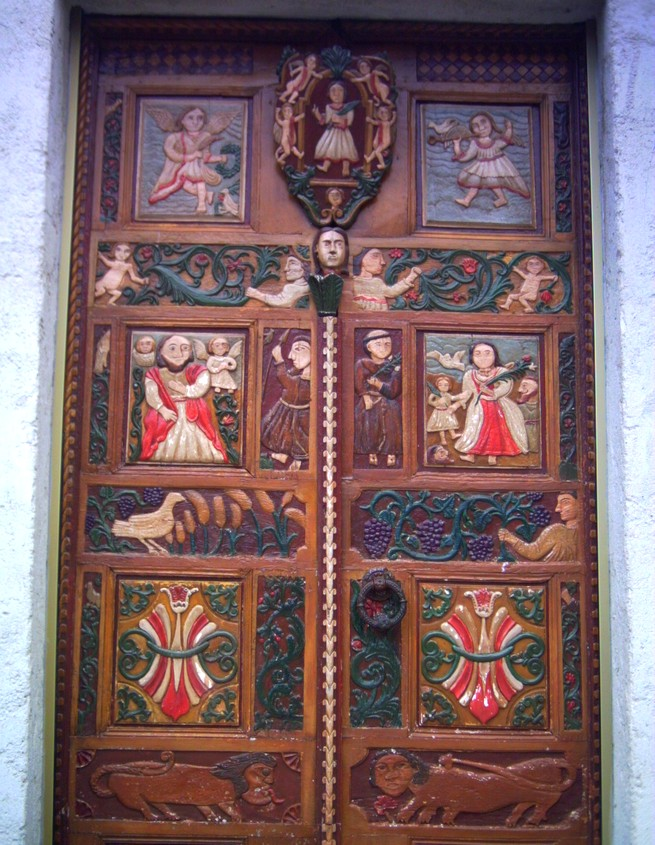
Le portail polychrome de l'église.
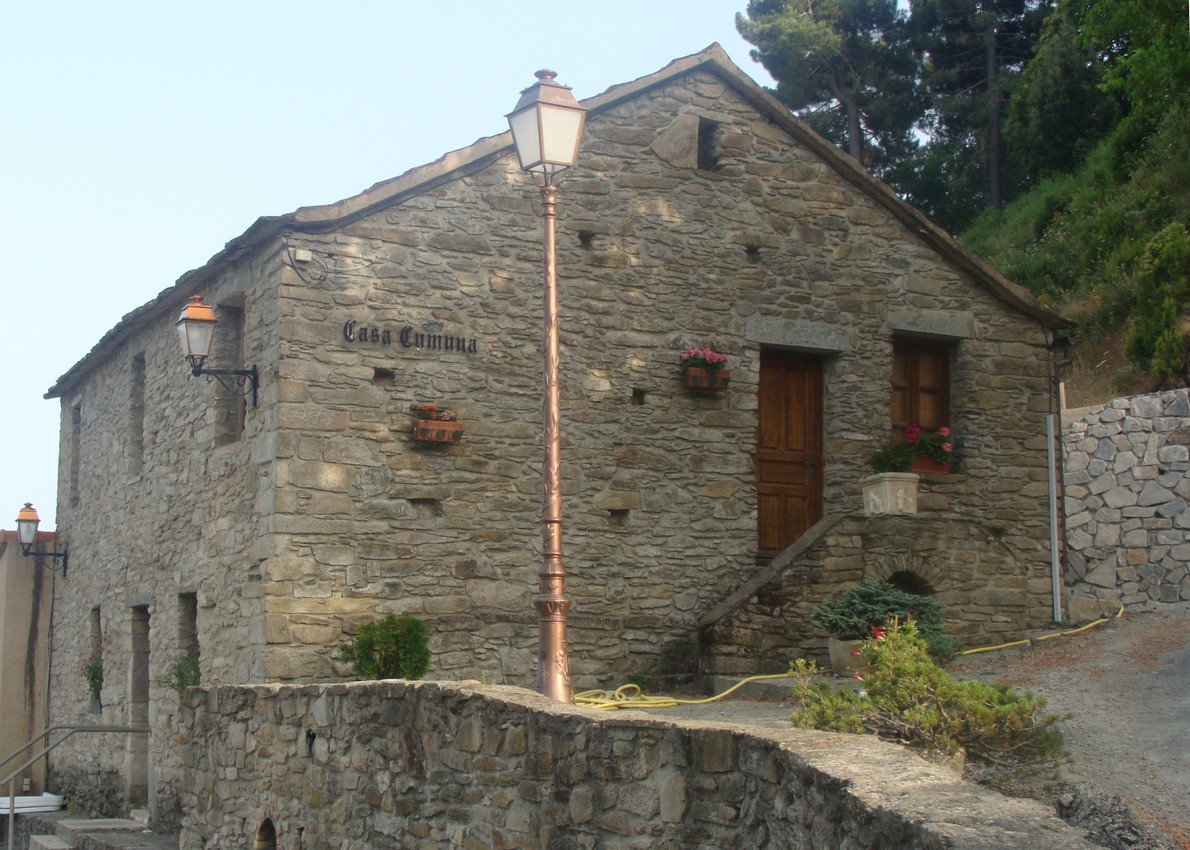
La mairie.

(d'autres photos sont disponibles sur Commons -- lien ci-dessous)